# Cotanes del Monte
Cotanes del Monte és un municipi de la província de Zamora a la comunitat autònoma de Castella i Lleó. El 2023 tenia 84 habitants.